# Sabina Moya
Sabina Moya Rivas (Turbo, 27 de enero de 1977) es una atleta colombiana especialista en la disciplina de lanzamiento de jabalina.
A nivel iberoamericano ganó la presea dorada en su disciplina durante el VIII Campeonato Iberoamericano de Atletismo de 1998 realizado en Lisboa y en la X versión del mismo torneo realizada en la Ciudad de Guatemala el año 2002.
Recibió la medalla de oro en el lanzamiento de jabalina para el Campeonato Sudamericano de Atletismo realizado en Cuenca 1998, Bogotá 1999 y Barquisimeto 2003, mientras que en la versión de 2006, realizada en Tunja, ganó la medalla de bronce en la misma disciplina. Su primera medalla en este torneo la ganó en Mar del Plata 1999, que con una distancia de 55.30 m, la hizo merecedora de la medalla de plata.
El 12 de mayo de 2002, y con un total de 62,62 m en Ciudad de Guatemala, marcó la actual plusmarca sudamericana en lanzamiento de jabalina.
Ha representado a su país en varios eventos deportivos internacionales, entre ellos los Juegos Panamericanos de 1999 en Winnipeg, los Juegos Panamericanos de 2003 en Santo Domingo y los Juegos Olímpicos de Sídney 2000.